# كورا كيلي وارد
كورا كيلي وارد (بالإنجليزية: Cora Kelley Ward)‏ هي رسامة أمريكية، ولدت في 1920 في مدينة يونيس في الولايات المتحدة، وتوفيت في 1989 بسبب سرطان.